# خواهر نامرئی
خواهر نامرئی (به انگلیسی: Invisible Sister) یک فیلم تخیلی آمریکایی مخصوص نوجوانان ، محصول سال ۲۰۱۵ شبکه دیزنی ، براساس کتابی به همین نام نوشته بئاتریس کولین و سارا پینتو است.

## بازیگران
- روآن بلانشارد در نقش کلیو
- پاریس برلک در نقش مالی
- کاران برار در نقش جورج ، بهترین دوست کلیو
- ریچل کرو در نقش نیکی ، بهترین دوست مالی
- الکس دزرت در نقش آقای پرکینز ، معلم علوم دبیرستان کلیو
- ویل میرز در نقش کارتر ، پسری که عاشق کلیو است
- آستین فریبرگر در نقش کوگ ، دوست پسر مالی